# Urile
Urile är ett fågelsläkte i familjen skarvar inom ordningen sulfåglar. Det inkluderas traditionellt i Phalacrocorax, men detta delas allt oftare upp i flera mindre släkten efter genetiska studier från 2014 som visar att det består av relativt gamla utvecklingslinjer. I släktet Urile placeras då följande fyra arter, alla med nuvarande eller tidigare utbredning i norra Stilla havet:
- Glasögonskarv (P. perspicillatus) – utdöd
- Blåstrupig skarv (P. penicillatus)
- Pelagskarv (P. pelagicus)
- Beringskarv (P. urile)